# JJK Jyväskylä
El Jyväskylän Jalkapalloklubi (en español: Jyväskylä Fútbol Club), conocido simplemente como JJK Jyväskylä, es un club de fútbol finés de la ciudad de Jyväskylä. Fue fundado en 1992 y juega en la Ykkönen.

## Palmarés
- Ykkönen: 2

2008, 2016
- Kakkonen: 2

2004, 2006

## Datos del club
- Temporadas en 1ª: 5
- Temporadas en 2ª: 6

## Participación en competiciones de la UEFA
| Temporada | Torneo             | Ronda            | País       | Club    | Marcador | Global |
| --------- | ------------------ | ---------------- | ---------- | ------- | -------- | ------ |
| 2012–13   | UEFA Europa League | Clasificatoria 1 | Noruega    | Stabæk  | 2–0, 2−3 | 4−3    |
| 2012–13   | UEFA Europa League | Clasificatoria 2 | Montenegro | FK Zeta | 3–2, 0–1 | 3−3    |

## Jugadores

### Jugadores destacados
| - Janne Korhonen - Ville Lehtinen - Mikko Manninen - Markus Paija - Juha Pasoja | - Tomi Petrescu - Touko Tumanto - Ǵorǵi Hristov - Babatunde Wusu - Nam Ik-Kyung | - Adailton dos Santos - Diego Molares - Eero Markkanen |

### Altas y bajas 2023-24 (verano)
Altas 
| Jugador | Nacionalidad | Posición | Procedencia  | Tipo | Precio |
| ------- | ------------ | -------- | ------------ | ---- | ------ |
|         | Bandera de ? |          | Bandera de ? |      |        |

Bajas 
| Jugador        | Nacionalidad         | Posición | Destino | Tipo                  | Precio |
| -------------- | -------------------- | -------- | ------- | --------------------- | ------ |
| Gentrit Kovaqi | Bandera de Finlandia | Defensa  | Libre   | Rescisión de contrato | -      |

## Entrenadores
| - Markku Kekäläinen (1994–95) - Ilkka Hyvärinen (1994–95) - Markku Kekäläinen (1996) - Anssi Leino (1996) - Esa Kuusisto (1997) - Boguslaw Hajdas (1998) - Juha-Pekka Nuutinen (1999) - Heikki Nurmi (2000) - Matti Lahtinen (2001–02) - Ari Kautto (2003–05) | - Markku Kekäläinen (2005) - Ville Priha (enero de 2006–diciembre de 2009) - Kari Martonen (enero de 2010–junio de 2013) - Juha Pasoja (junio de 2013-) |